# Ngua Noi
Le Ngua Noi (en vietnamien, « pur-sang ») est la race de poney native du Viêt Nam. Cet animal de taille très réduite appartient au groupe des poneys du Sud-Est asiatique, et se montre bien adapté au climat local. Il est mis au travail monté et bâté, mais aussi exploité pour la production pharmaceutique. Bien que locale, la race est très répandue, puisque le Viêt Nam compte 140 000 de ces poneys en 1997.

## Histoire
Différents noms sont répertoriés pour désigner cette race. Ngua Noi est le nom international. En vietnamien, il est également nommé « Annamite » ou « Annamese ». 
L'auteur autrichien Martin Haller cite l'« Annam » comme l'une des deux variétés du poney vietnamien Tonking, avec le Hainandao ; il le décrit comme typique des poney d'Asie du Sud-Est influencés par le cheval mongol.
La race ne dispose pas de stud-book. Elle appartient au groupe des poneys du Sud-Est asiatique, et se révèle assez proche des poneys thaïlandais et cambodgien.
À Bac Ha, se payer un cheval de travail revêt une fonction symbolique importante pour chaque jeune qui entame une nouvelle carrière, en particulier pour se rendre sur les marchés, où la possession d'un véhicule hippomobile tracté par un cheval est un motif de fierté.

## Description
Le format est très réduit, puisque d'après les données transmises à la FAO, la taille moyenne des femelles est de 1,02 m, celle des mâles de 1,10 m, pour un poids moyen respectif de 182 et 190 kg. Haller cite une fourchette de tailles allant de 1,00 mà 1,25 m.
Il se présente comme un poney au corps étroit mais ferme et solide, inscrit dans un rectangle. La tête est grosse, l'encolure courte, la poitrine aplatie, le dos incurvé, l'abdomen est lourd et les jambes sont courtes. Il est très résistant aux maladies, particulièrement adapté aux amplitudes thermiques locales. D'après la FAO, il est le plus souvent de robe baie sous toutes ses nuances (à 48,1 %).
Le poney Annamese est répertorié dans l'ouvrage de l'université d'Oklahoma comme la seule race de chevaux du Viêt Nam, mais il n'y est pas décrit. L'ouvrage de CAB International cite le Ngua Noi comme race équine vietnamienne, sans autre information.
Ce poney est réputé « rapide, coriace et souple ».

## Utilisations

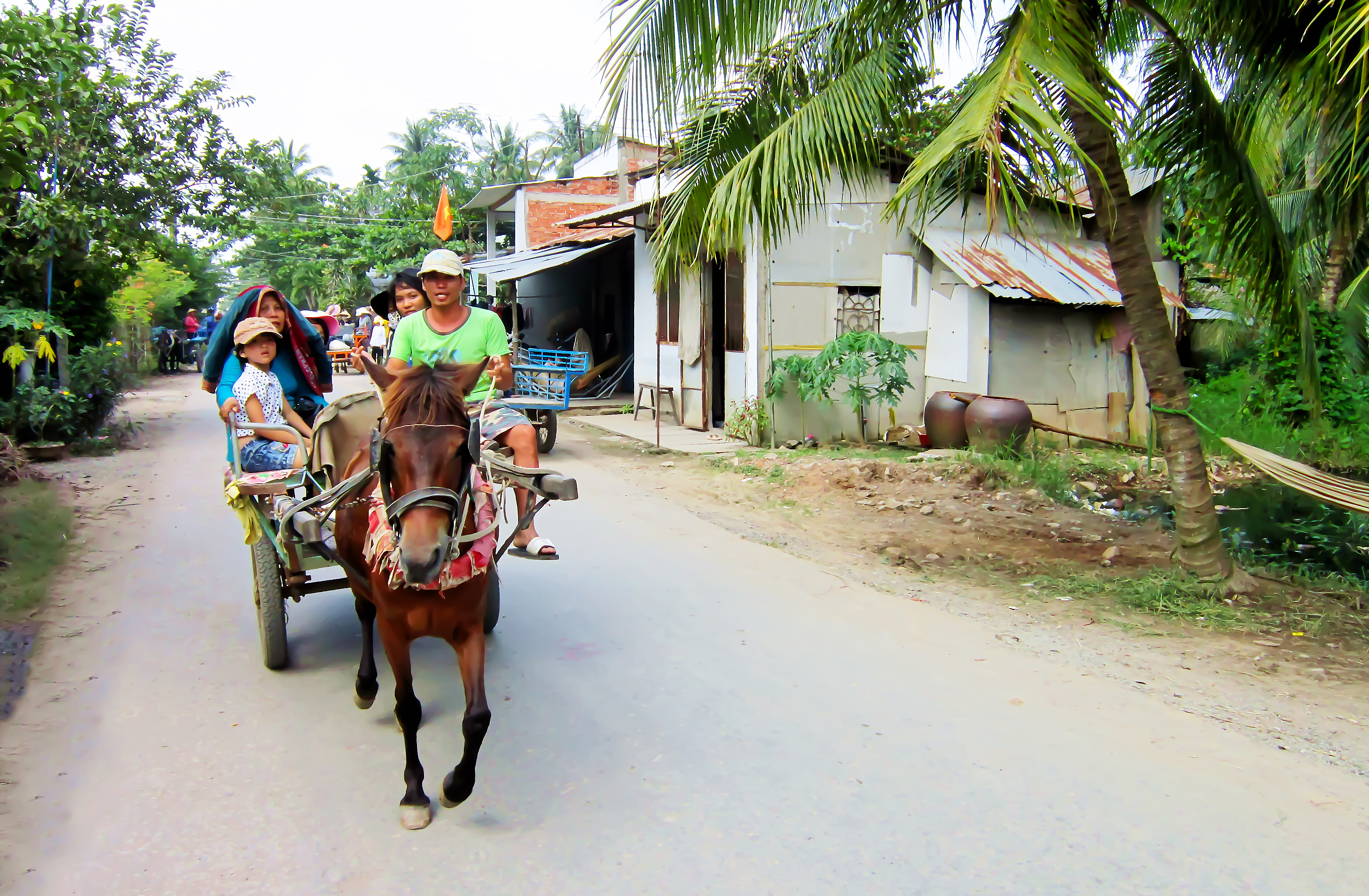
Poney Ngua Noi bai attelé

D'après la FAO, il est principalement mis au travail monté et bâté. Il peut porter une charge de 50 kg sur une distance de 30 à 50 km chaque jour. Plus spécifiquement, les vietnamiens tirent des produits de médecine traditionnelle des os de ces animaux. Un sérum est tiré des juments gestantes pour servir d'hormone stimulant la fertilité du bétail.
Il a couru autrefois sur des hippodromes chinois, avant d'être utilisé par l'armée vietnamienne.

## Diffusion de l'élevage
C'est une race indigène et locale. Il se trouve tout particulièrement dans les régions de Cao Bang, Bac Can et Lang Son, ainsi que dans les zones montagneuses du Nord du pays. Le nombre de ces poneys au Viêt Nam est important, ils sont comptabilisés assez précisément. En 1991, 120 802 poneys sont dénombrés pour la FAO, avec une tendance à la baisse. En 1997, le Viêt Nam compte environ 140 000 de ces poneys. D'après l'étude de l'université d'Uppsala (2010), la race est considérée comme n'étant pas en danger. De même, l'évaluation de la FAO réalisée en 2007 le signale comme n'étant pas menacé d'extinction.